# 惣田紗莉渚
惣田 紗莉渚（そうだ さりな、1993年〈平成5年〉1月18日 - ）は、日本の歌手であり、女性アイドルグループ・SKE48の元メンバーである。埼玉県浦和市（現・さいたま市）出身。

## 略歴
中学2年生のとき（2006年）、AKB48第3期生オーディションを受けるも最終審査で不合格。翌年5月にAKB48第4期生オーディション、9月にはAKB48第5期生オーディションを受けるも、いずれも不合格となる。
中学時代の1年間、ティーン向けファッション雑誌『ラブベリー』の読者モデルをしていた。東京学芸大学附属高等学校進学後、高校1年から3年まで宝塚歌劇団の受験対策スクールである東京アートスクールに通い、宝塚音楽学校を3回受験し、3回目は最終審査まで進んだ。高校卒業後は家に引きこもるが秋ごろから予備校に通い始め、青山学院大学に合格し2012年に入学。「本当にやりたいことは芸能活動だ」と改めて気づき1年生の終わりに休学、芸能関係の養成所に通い始め、2013年9月22日、「AKB48グループ ドラフト会議 候補生オーディション」3次審査において、ドラフト候補生となる。11月4日、ドラフト候補生が国内のAKB48グループの劇場で公演の前座として出演、惣田はHKT48劇場に出演。11月10日、「第1回AKB48グループ ドラフト会議」において、SKE48チームKIIに第5巡目で指名される。
2014年1月25日、『AKB48 リクエストアワーセットリストベスト200 2014』の3日目の前座でお披露目。2月24日、Zepp DiverCityで開催された「AKB48グループ大組閣祭り」で、チームKIIへの所属が発表され、3月11日にチームKIIのメンバーとして正式登録。3月20日、チームKII 4th Stage「シアターの女神」公演で劇場公演デビュー。12月10日、この日発売された16thシングル「12月のカンガルー」に、SKE48のドラフト生としては初めて選抜入りを果たす。
2015年5月から6月にかけて実施された『AKB48 41stシングル選抜総選挙』では55位で、フューチャーガールズに選出され、ドラフト生としては初めてであり、唯一のランクインを果たした。10月5日、劇場デビュー7周年記念特別公演において、SKE48内のユニット「キャラメルキャッツ」のメンバーに選ばれる。
2016年春、3年の休学を経て大学に復学した。同年5月から6月にかけて実施された『AKB48 45thシングル選抜総選挙』では30位で、アンダーガールズに選出された。
2017年5月から6月にかけて実施された『AKB48 49thシングル選抜総選挙』では8位で、初の選抜入りを果たした。
2018年2月7日に自身初のソロ写真集を発売。同年5月から6月にかけて実施された『AKB48 53rdシングル世界選抜総選挙』では11位で、2年連続・史上初の速報圏外からの選抜入りを果たした。
2020年3月、青山学院大学文学部日本文学科を卒業。
2021年3月、舞台「未来記の番人」でヒロインの紅羽役を務める。
同年5月10日、チームKⅡ「最終ベルが鳴る」公演において、グループを卒業することを発表した。6月20日に卒業公演を行い、同月30日をもって卒業した。
2021年7月にソロデビュー。舞台俳優を中心にTV・イベント出演やラジオMC・YouTube運営など多方面で活動中。

## 人物
愛称は、さりー。SKE48在籍時のキャッチフレーズは、「そうだ! さりな推そう!」。
将来の夢はミュージカル女優。志したきっかけは、中学3年時に初めて観劇した宝塚歌劇『ME AND MY GIRL』（主演・瀬奈じゅん）において、初舞台生らのラインダンスに感動したことによる。当舞台のヒロインの名前が「サリー」であることに運命を感じ、この役を演じることを目標とした。ほかに、『レ・ミゼラブル』や『ミス・サイゴン』のようなミュージカルの舞台に立つことを目指している。
特技はクラシックバレエ。5歳の時から15年間バレエを習っていて、宝塚受験をきっかけに、高校生になってからはほ毎日バレエに通っていた。得意料理はハンバーグ。
趣味は宝塚観劇、ミュージカルの歌を歌うこと、写真、アクション映画鑑賞。好きな女優は永作博美で、宝塚歌劇団では元月組トップスターの瀬奈じゅん、元花組トップスターの蘭寿とむのようである。好きな食べ物はカレー、チョコチップクッキー。
埼玉西武ライオンズの大ファン。父がファンクラブに入っており、祖父と一緒に試合を観戦したことがある。栗山巧の大ファン。逆にライオンズの選手達にも惣田推しが多くいる。

### SKE48
第1回ドラフト候補生の中では最年長だった。
同じドラフト生では川本紗矢（AKB48チームB 2位指名）や磯佳奈江（NMB48チームBII 1位指名）と仲が良い。山下ゆかりは、一番初めに仲が良くなった先輩メンバー。

## SKE48在籍時の参加楽曲

### シングル選抜楽曲
SKE48名義
- 「不器用太陽」に収録
  - サヨナラ 昨日の自分 - 「Team KII」名義
- 12月のカンガルー
  - DA DA マシンガン - 「Team KII」名義
- コケティッシュ渋滞中
  - 今夜はJoin us! - 「Team KII」名義
- 前のめり
  - 焦燥がこの僕をだめにする - 「Team KII」名義
- チキンLINE
  - キスポジション - 「Team KII」名義
- 金の愛、銀の愛
  - ハッピーランキング - 「ランクインガールズ2016」名義
- 意外にマンゴー
  - 円を描く - 「Team KII」名義
- 無意識の色
  - We're Growing Up - 「愛知トヨタ選抜」名義
  - 夜明けのコヨーテ - 「サガミチェーン選抜」名義
- いきなりパンチライン
  - 誰かの耳 - 「Team KII」名義
- Stand by you
  - 地元民たちよ - 「愛知トヨタ選抜」名義
  - 蹴飛ばした後で口づけを - 「Team KII」名義
  - 神様は見捨てない
- FRUSTRATION
- ソーユートコあるよね?
- 恋落ちフラグ

AKB48名義
- 「ハロウィン・ナイト」に収録
  - 君にウェディングドレスを… - 「フューチャーガールズ」名義
- 「君はメロディー」に収録
  - Gonna Jump - 「SKE48」名義
- 「LOVE TRIP/しあわせを分けなさい」に収録
  - 伝説の魚 - 「アンダーガールズ」名義
- 「シュートサイン」に収録
  - Vacancy - 「SKE48」名義
- 「願いごとの持ち腐れ」に収録
  - イマパラ
- #好きなんだ
- 「ジャーバージャ」に収録
  - 愛の喪明け - 「SKE48」名義
- センチメンタルトレイン
- 「NO WAY MAN」に収録
  - それでも彼女は - 「大人選抜2018」名義

### アルバム選抜楽曲
SKE48名義
- 『革命の丘』に収録
  - 夏よ、急げ!
  - ホライズン - 「愛知トヨタ選抜」名義

AKB48名義
- 『サムネイル』に収録
  - 青くさいロック

### 配信限定楽曲
- センチメンタルトレイン 完全版

### その他の参加楽曲
- シングル「コップの中の木漏れ日」（「ラブ・クレッシェンド」名義）に収録
  - あの先の未来まで - 「キャラメルキャッツ」名義
- アルバム「Thank You Disney」に収録
  - みんなスター - 「SKE48」名義

### 劇場公演ユニット曲
チームKII 5th Stage「ラムネの飲み方」公演
- フィンランド・ミラクル（山田みずほ・古川愛李のアンダー）
- Nice to meet you!

アップカミング公演 〜冬〜
- スカート、ひらり（荒井優希のアンダー）

チームE 4th Stage「手をつなぎながら」公演
- 雨のピアニスト（斉藤真木子のアンダー）

チームKII 6th Stage「0start」
- Bye Bye Bye（ひまわり組 2nd Stage「夢を死なせるわけにいかない」）
- 君について（2nd UNIT）
- MARIA（古畑奈和のアンダー）

チームKII 7th Stage「最終ベルが鳴る」公演
- リターンマッチ
- 初恋泥棒（小畑優奈のアンダー）
- おしべとめしべと夜の蝶々（2nd UNIT）

アップカミング公演 〜THE END〜
- 誰かのせいにはしない
- 涙の湘南

## 出演

### テレビドラマ
- キャバすか学園 第8話・9話（2016年12月25日・2017年1月8日、日本テレビ）

### その他のテレビ番組
- 紅白歌合戦(2014年/2016年/2017年、NHK) - SKE48
- 今夜はお泊まりッ(2016年、日本テレビ)　- レギュラー
- くりぃむクイズ ミラクル9（2018年5月23日・2019年2月6日、テレビ朝日）
- ザ・タイムショック（2018年9月26日、テレビ朝日）
- SKE48がひとっ風呂浴びさせて頂きます!(2018年、テレビ東京)
- ジャンクSPORTS 西武ライオンズ特集(2019年1月20日、フジテレビ)
- BS12 プロ野球中継2019（2019年5月31日、BS12トゥエルビ） - 副音声ゲスト[40]
- 浜ちゃんが!(2020年、日本テレビ)
- そんなコト考えた事なかったクイズ！トリニクって何の肉！？（2021年1月12日、朝日放送テレビ）
- 東洋医学ホントのチカラ～いまこそ元気に!(2021年、NHK)
- HOT WAVE(2021年、テレビ埼玉)
- イチモニ!(2022年、北海道テレビ放送)
- みんテレ(2022年、北海道文化放送)
- マチコミ(2022年8月/10月/12月/2023年1月/3月/7月/2024年9月、テレビ埼玉)
- 千葉ロッテマリーンズ×埼玉西武ライオンズ 野球中継(2022年、BSJapanext)
- ライオンズチャンネル(2024年2月、テレビ埼玉)

### ラジオ
- ナガオカ×スクランブル（2015年4月9日 - 2016年3月31日、CBCラジオ）- レギュラー出演
- オレたちゴチャ・まぜっ!〜集まれヤンヤン〜（2017年4月16日 - 2018年4月15日、MBSラジオ） - ヤンヤンガールズ9期生[41]
- ライオンズナイターSET UP!(2017年、文化放送)
- まいどスポーツ(2020年、文化放送)
- ラジオシアター～文学の扉(2021年、TBSラジオ)
- Twilight Magic(2022年3月/8月、エフエム岐阜)
- きょうもラジオは！？2時6時(2022年、ぎふチャンラジオ)
- OH MY CHANNEL(2022年、東海ラジオ)
- 晃生の元気な我が町(2023年4月、FM熱海湯河原ラジオ)
- 文化放送ライオンズナイタースペシャル(2023年6月、文化放送)
- シブヤファッションエクスプレス（2024年4月3日 - 、渋谷のラジオ） - 第1週・第3週パーソナリティ[42]
- 志の輔ラジオ 落語DEデート（2025年2月16日、文化放送）[43]

### 舞台
- ミュージカル「AKB49〜恋愛禁止条例〜」（2016年4月21日 - 26日、中日劇場） - 吉永寛子 役（江籠裕奈とのダブルキャスト）[44]
- トリッパー遊園地(2019年、新橋演舞場/大阪松竹座他) - ヒロイン　ハル役
- SKE48 Passion For You Presents SKE48 x 大人のカフェ 特別コント公演『今夜、あの橋の下で。』（2019年7月25日 - 27日、原宿クエストホール）[45]
- コント劇｢大いなる遺産ーグランマ！サバイバル！(2020年、原宿クエスト)
- 未来記の番人（2021年3月12日 - 21日、新橋演舞場 / 3月27日、日本特殊陶業市民会館 / 3月30日、久留米シティプラザ / 4月3日 - 11日、大阪松竹座） - ヒロイン・紅羽 役[46]
- TENSHO座「サラリーマンナイトフィーバー」（2021年9月21日 - 28日、コロナ禍での情勢を踏まえて配信のみ） - 広瀬ユキナ 役[47]
- 麗和落語｢ぴいひゃら｣｢月が綺麗ですね｣(2021年12月18日-19日、六行会ホール)
- 毒薬と老嬢（2022年3月16日 - 20日、新橋演舞場 / 3月26日・27日、御園座 / 4月2日、久留米シティプラザ / 4月9日・10日、道新ホール / 4月16日 - 24日、大阪松竹座） - エレーン 役[48]
- ミュージカル「THE SHOW TIME 2nd STAGE」（2022年7月1日 - 10日、シアターグリーン BIG TREE THEATER）[49]
- サラリーマンナイトフィーバー(2022年8月27日、愛知 東海市芸術劇場/10月28日 - 30日、大阪松竹座） - 広瀬ユキナ 役
- 月花抄ー光源氏の章ー(2022年11月26〜20日、恵比寿シアター・アルファ) - 夕顔役
- サラリーマンナイトフィーバー（2023年2月4日 - 12日、三越劇場） - 広瀬ユキナ 役[50]
- 女王幻想花劇（2023年3月22日 - 26日、六行会ホール） -  マルガレータ（青年期） 役[51][52]
- パラデュール(2023年4月22日〜30日、劇団壱劇屋東京支部） - ヒロイン ブラン役
- Moon of Ruined Castle 〜クランベリー・ムーン〜（2023年10月4日 - 8日、三越劇場） - リリー 役[53]
- 女王舞踏会(2023年11月30日〜3日、六行会ホール)  - チームArk・Coffin
- コメディ舞台｢カルコメ」(2023年12月13日〜17日、東京カルチャーカルチャー) - Aキャスト
- あゝ同期の桜(2024年3月9日〜17日、三越劇場/京都・南座)
- 浅見光彦シリーズ　舞台『後鳥羽伝説殺人事件』(2024年5月4日～7日、渋谷伝承ホール) - ヒロイン 浅見祐子役
- カルメン故郷に帰る（2024年8月17日 - 25日、新橋演舞場 / 8月27日、電力ホール / 8月31日 - 9月1日、御園座 / 9月5日 - 17日、大阪松竹座 / 9月19日、宝山ホール（鹿児島県文化センター） / 9月21日、市民会館シアーズホーム夢ホール（熊本市民会館）） - 田口光子 役[54][55]
- 武士の献立(2024年11月9日〜17日、草月ホール) - 主人公 舟木春役
- サザエさん（2025年6月5日 - 17日、明治座 / 7月5日 - 8日、大阪新歌舞伎座）[56]
- わが歌ブギウギ-笠置シヅ子物語-（2026年1月2日 - 20日〈予定〉、三越劇場 / 1月24日 - 2月1日〈予定〉、南座） - 生駒芙美子 役[57]

### CD
- ソロデビューCD｢子供扱いしないで｣｢flowting hope｣ 2曲入りCD(2022年8月27日発売)
- 音楽カード｢女優志願(作詞：岸田敏志)｣(2024年8月1日発売)

### Webドラマ
- AKBラブナイト 恋工場 第34話「Back to…LOVE」（2016年8月25日、ビデオパス・テレ朝動画） - 主演・透子 役[58][59]

### CM
- 愛知トヨタCM(2018～2020年）
- CoCo壱番屋CM(2018年）
- 和食麺処サガミCM(2019年）
- ICheck新型コロナ検査キットCM(2021年）
- 埼玉労働局「就職氷河期世代活躍支援事業」（2021年2月）[60]
- 競馬学校CM(コーラス)(2022年）

### 広報
- 西武ライオンズ 「ライオンズ獅子女デー」 アンバサダー（2022年5月14日・15日）[61]

### ナレーション
- LIONS CHANNEL（2022年7月25日、テレビ埼玉） ※アシスタント兼ナレーターの小林厚妃の代役出演[62][63]

## 書籍

### 写真集
- 惣田紗莉渚ファースト写真集「うらばなし」（2018年2月7日、サイゾー） ISBN 978-4-86625-098-4 [24]

### 雑誌連載
- EX大衆（2016年6月15日 - 2018年9月15日、双葉社） - SKE48 惣田紗莉渚のTOPを狙え![64][65]